# Luxembourg Open Air
Pour les articles homonymes, voir LOA.
Luxembourg Open Air, abrégée LOA, est un festival de musique électronique organisé depuis 2019 au Luxembourg. Depuis 2022, il est organisé chaque année à Esch et dans la ville de Luxembourg. Avec 12 000 visiteurs, il compte parmi les plus grands festivals du Luxembourg.

## Histoire
L'idée du Luxembourg Open Air est venue du fait qu'à cette période, il y avait un manque de festivals majeurs dans le domaine de la musique électronique au Luxembourg. La première édition du LOA Festival se déroule sur une journée sur la Place de l'Europe, au Kirchberg. Lors de cet événement gratuit, des artistes tels que Mike Williams, Brooks et Marnik se sont produits devant plusieurs milliers de personnes, avec le soutien de DJs locaux.
En 2020, l'événement doit d'abord être reporté en raison de la pandémie de Covid-19, et est finalement remplacé par un livestream le 14 septembre. Des DJs locaux jouent au musée Dräi Eechelen. En septembre 2021, qui se déroule LOA by Post entre-temps sur deux jours, peut avoir lieu avec un concept sanitaire. En raison de la pandémie de Covid, le festival est limité à 2 000 visiteurs par jour. Des artistes internationaux comme Justin Mylo, Mr. Belt & Wezol et Fabian Farell mixent. Il s'agissait de la première édition dont l'entrée était payante et qui affichait complet,.
En 2022, le Luxembourg Open Air a lieu sur deux sites au Luxembourg. La première édition dans la commune d'Esch a eu lieu les 6 et 7 mai 2022 sur la Place de l'Académie, Belval sous le nom de LOA Esch. Organisé en collaboration avec la commune et le Syndicat d'Initiative d'Esch-sur-Alzette, le festival accueille des artistes tels que Fedde le Grand, Blasterjaxx, Tujamo, Julian Jordan et Mike Williams. Le festival se déroule à côté d'anciens hauts-fourneaux et de tours.
Les 9 et 10 septembre 2022, le LOA by Post suit sur son site d'origine à Luxembourg-ville. Des artistes tels que Felix Jaehn, Hugel, Yves V et Dannic se produisent sur scène.

## Dates
| Nom         | Date                 | Affluence                            | Participants                                                                                             |
| ----------- | -------------------- | ------------------------------------ | --- |
| LOA         | 14 septembre 2019    | 5 000                                | Mike Williams, Brooks, Marnik, Lovra, Danko                                                              |
| LOA         | 12 septembre 2020    | (livestream)                         | Dasic, D3lmate, Ironik                                                                                   |
| LOA by POST | 11–12 septembre 2021 | 4 000 (dans le contexte du Covid-19) | Quintino, Justin Mylo, Mr. Belt & Wezol, Maqossa, Fabian Farell, Smack                                   |
| LOA Esch    | 6–7 mai 2022         | 10 000                               | Fedde le Grand, Blasterjaxx, Tujamo, Julian Jordan, Mike Williams, Mattn, Danko, Rowen Clark             |
| LOA by POST | 9–10 septembre 2022  | 12 000                               | Felix Jaehn, Hugel, Yves V, Dannic, Kream, DJ Licious, David Puentez, Noel Holler, Sick Individuals, Guz |